# Melanorivulus paracatuensis
Melanorivulus paracatuensis, es un pez actinopeterigio de agua dulce, de la familia de los rivulines.

## Distribución y hábitat
Se distribuye por América del Sur, por ríos y aguas estancadas de Brasil. En los arroyos que habita tiene comportamiento bentopelágico.